# 855
Раннє Середньовіччя •  Епоха вікінгів •  Золота доба ісламу •  Реконкіста

## Геополітична ситуація
У Східній Римській імперії триває правління Михаїла III. Володіння Каролінгів розділені на п'ять королівств: Західно-Франкське королівство, Східно-франкське королівство, Лотарингію, Італію та Прованс. Північ Італії належить Італійському королівству, Рим і Равенна під управлінням Папи Римського, герцогства на південь від Римської області незалежні, деякі області на півночі та на півдні належать Візантії. Піренейський півострів, окрім Королівства Астурія та Іспанської марки, займає Кордовський емірат. Вессекс підпорядкував собі більшу частину Англії, почалося вторгнення данів. Існують слов'янські держави: Перше Болгарське царство, Велика Моравія, Блатенське князівство.
Аббасидський халіфат очолив аль-Мутаваккіль. У Китаї править династія Тан. Значними державами Індії є Пала, Пратіхара, Чола. В Японії триває період Хей'ан. Хозарський каганат підпорядкував собі кочові народи на великій степовій території між Азовським морем та Аралом. Територію на північ від Китаю захопили єнісейські киргизи.
На території лісостепової України в IX столітті літописці згадують слов'янські племена білих хорватів, бужан, волинян, деревлян, дулібів, полян, сіверян, тиверців, уличів. У Північному Причорномор'ї співіснують різні кочові племена, зокрема булгари, хозари, алани, тюрки, угри, кримські готи. Херсонес Таврійський належить Візантії.

## Події
- 29 вересня в Прюмському монастирі помер Лотар I, спадкоємець і співправитель Людовика Благочестивого, франкський імператор з 847 року, король Серединного королівства.

Поділ Серединного королівства Лотара I

- Після смерті Лотара Серединне королівство за франкським звичаєм розділене на три частини між синами короля Прюмським договором. Людовик отримав титул імператора й Італію, Карл — Прованс, Лотар II — Лотарингію, яка, власне названа його іменем.
- Карл Лисий висвятив свого сина Карла Дитя королем Аквітанії, але Піпін II, колишній король, не здався й попросив допомоги у вікінгів. Його сили, втім, зазнали поразки від Карла Дитяти під Пуатьє.
- У Візантійській імперії василевс Михаїл III під впливом Варди відсторонив від державних справ свою матір Феодору.
- Емір Кордови пішов у похід проти короля Астурії Ордоньо I і захопив чимало укріплень астурійців.
- Розпочався понтифікат Бенедикта III. Альтернативним папою обрано Анастасія. Його початково підтримали Каролінги, але потім відмовилися від підтримки, тому він залишився в історії антипапою.

## Померли
- Лотар I, франкський імператор.